# Jean Duvergier de Hauranne
Jean-Ambroise Duvergier de Hauranne, abate di Saint-Cyran (Bayonne, 1581 – Parigi, 1643), è stato un teologo francese, principale esponente del giansenismo in Francia.

## Biografia
Saint-Cyran (questo il nome con cui è maggiormente conosciuto), si impegnò con successo nella direzione delle coscienze a Parigi, e si unì a tutti coloro che aspiravano ad un rinnovamento religioso della nazione; in questo modo si legò con le maggiori personalità della Francia del suo tempo: Arnauld, Bérulle, Sacy, Bignon, con i quali condivise le proprie opinioni.
Dopo aver compiuto gli studi umanistici nella sua città natale e quelli di filosofia alla Sorbona, andò a studiare teologia nel Collegio dei Gesuiti a Lovanio, ove ottenne il dottorato nel 1604. È qui che conobbe Cornelius Jansen (Giansenio), futuro teologo e teorizzatore del Giansenismo.
Nel 1605, i due amici si trovarono a Parigi ed assistettero alle lezioni del gallicano Edmond Richer; qui concepirono l'idea di studiare il cristianesimo primitivo e di restituirgli quel posto d'onore che, a loro dire, era stato usurpato dalla scolastica medievale. Per 12 anni studiarono la patristica e soprattutto Sant'Agostino, dapprima a Parigi, e dopo il 1611 a Campiprat (Cantipré), dove il Saint-Cyran abitava, protetto dal Vescovo di Bayonne, che lo nominò canonico della Cattedrale.
Duvergier de Hauranne pensava che Dio l'avesse scelto, con Giansenio, per riformare la Chiesa, caduta in una profonda degradazione e non più conforme alla vera chiesa, sposa di Cristo.
Nel 1617 i due amici lasciarono Bayonne, Giansenio per Lovanio, e il Duvergier per Poitiers, ove il Vescovo De la Rocheposay lo ricevette come un amico, e gli dette dapprima la rettoria del priorato di Bonneville e, dopo il 1620, lo nominò abate commendatario di Saint-Cyran-en-Brenne. Il nuovo abate risiedette poco nella sua abbazia, abitando stabilmente a Parigi, città che gli assicurava migliori garanzie per proseguire i suoi studi e i suoi progetti di riforma.
Mantenne per tutto il periodo 1617-1635, una profonda corrispondenza con Giansenio, di cui ci restano solamente le lettere del professore di Lovanio, acquisite durante il suo arresto.
A partire dal 1623, il Saint-Cyran mantenne un profondo rapporto con il monastero di Port-Royal des Champs, diretto dall'abbadessa Angelica Arnauld, sorella di Antoine Arnauld, che fece del suo monastero uno dei centri più influenti del Giansenismo francese.
Avendo attaccato i Gesuiti con alcuni suoi scritti, il Duvergier fu denunciato a Richelieu, che lo fece arrestare il 15 maggio 1638, e rinchiudere nel castello di Vincennes, con l'accusa di eresia. Vi restò per 5 anni, fino al 1643, quando morì Richelieu. Liberato dai suoi amici, il Duvergier morì qualche mese dopo, fisicamente provato dalla lunga prigionia.

## Scritti
- Considérations sur la mort chrétienne
- Considérations sur les dimanches et les festes des mysteres, et sur les festes de la Vierge et des saints, Parigi 1671
- Examen d'une apologie qui a esté faite pour servir de defense à un petit livre intitulé Le chapelet secret du Très-Sainct Sacrement Et pour refuter quelques remarques qui avoient été faites sur ledit chapelet, Parigi 1634
- Instructions chrestiennes, Parigi 1672
- La Somme des fautes et faussetez capitales, contenues en la Somme theologique du Pere François Garasse de la Compagnie de Jesus,  Parigi 1626,
- Lettres chretiennes et spirituelles de messire Jean du Verger de Havranne, abbé de S. Cyran, qui n'ont point encore été imprimées jusqu'à présent, Amsterdam 1744
- Œuvres chrétiennes et spirituelles, Lione 1679
- Peins Aurélius, 1631, opera in cui parla della gerarchia ecclesiastica
- Question royalle et sa decision, Parigi 1609
- Refutation de l'abus pretendu, & la descouuerte de la veritable ignorance & vanité du pere François Garasse, Parigi 1626
- Théologie familière, avec divers autres petits traitez de dévotion, Louvain 1650